# Polarröksvamp
Polarröksvamp (Lycoperdon frigidum) är en svampart som tillhör divisionen basidiesvampar, och som beskrevs av Vincent Demoulin. Polarröksvamp ingår i släktet Lycoperdon, och familjen röksvampar. Enligt den finländska rödlistan är arten nära hotad i Finland. Arten är reproducerande i Sverige. Artens livsmiljö är alpina hedar.